# Épicharis
Épicharis est une affranchie et courtisane romaine. Elle était membre de la conspiration de Pison contre Néron.

## Biographie
Selon Polyaenus, elle était la maîtresse d'un des frères de Sénèque et par ce biais participa au complot. Cependant, selon Tacite, la manière dont elle fut informée du projet de complot est inconnue.
Elle mit tout en œuvre pour stimuler les conspirateurs afin qu'ils mettent leur plan à exécution. Cependant devant leurs hésitations et leur lenteur à passer à l'acte, elle se lassa et décida de tenter de convaincre les marins de la flotte de Misène en Campanie à rallier la cause. Volusius Proculus, un chiliarque de la flotte, semble être le premier auquel Épicharis révéla le secret du projet de complot. Toutefois elle ne mentionna aucun nom de conspirateur. Sitôt qu'il obtint cette information, Proculus en informa Néron.
Épicharis fut convoquée devant l'empereur. Comme elle n'avait mentionné aucun nom et que la conversation n'avait pas eu de témoin, Épicharis réussit aisément à nier l'accusation, mais demeura toutefois en détention.
Ensuite, lorsque la conspiration a été découverte, Néron ordonna qu'elle soit torturée sur le chevalet car elle avait refusé de nommer les complices.
Mais ses bourreaux, malgré les coups, l'écartèlement et le feu, ne purent lui extorquer une confession.
Le lendemain, ne sachant plus marcher, les membres étant disloqués, elle fut transportée sur une chaise pour être à nouveau torturée. Craignant de ne plus pouvoir se taire et de dénoncer ainsi ses complices, elle s'étrangla en chemin par sa ceinture, qu'elle avait attachée à la chaise.
Tacite déclara qu'elle avait agi plus noblement que certains chevaliers ou sénateurs, qui, sans être torturés, avaient trahi leurs parents les plus proches.

## Dans la culture populaire

### Littérature
- L'écrivain florentin Giovanni Boccaccio (1313-1375) consacre un chapitre à Épicharis (chapitre 93 - Épicharis) dans son ouvrage De mulieribus claris (Sur les femmes célèbres) publié en 1374.
- Tristan L’Hermite, La Mort de Sénèque, 1645.
- Gabriel-Marie Legouvé - Épicharis et Neron, ou Conspiration pour la Liberté : Tragédie en cinq actes et en vers (1794).
- Alexandre Dumas cite, dans son dernier roman (inachevé) Le chevalier de Sainte-Hermine, Épicharis, "qui s'est coupé la langue à elle-même avec ses dents pour ne pas trahir ses complices pendant la torture que lui faisait donner Néron,..."  (page 212 du texte établi, préfacé et annoté par Claude Schopp, publié aux Éditions Phébus, Paris en 2005).
- Montaigne. Les essais livre II chapitre 23 Défense de Seneque et de Plutarque,  la cite comme exemple d'endurance à la douleur

### Art contemporain
- Épicharis figure parmi les 1 038 femmes référencées dans l'œuvre d’art contemporain The Dinner Party (1979) de Judy Chicago. Son nom y est associé à Hypatie[3],[4].

## Source
- (en) Cet article est partiellement ou en totalité issu de l’article de Wikipédia en anglais intitulé « Epicharis (Pisonian conspirator) » (voir la liste des auteurs).

Cet article comprend des extraits du Dictionnaire Bouillet. Il est possible de supprimer cette indication, si le texte reflète le savoir actuel sur ce thème, si les sources sont citées, s'il satisfait aux exigences linguistiques actuelles et s'il ne contient pas de propos qui vont à l'encontre des règles de neutralité de Wikipédia.